# Magistralinis kelias A16
La Magistralinis kelias A16 è una strada maestra della Lituania. Collega la capitale a Marijampolė, passando per Prienai. La lunghezza della strada è di 137,51 km.

## Descrizione

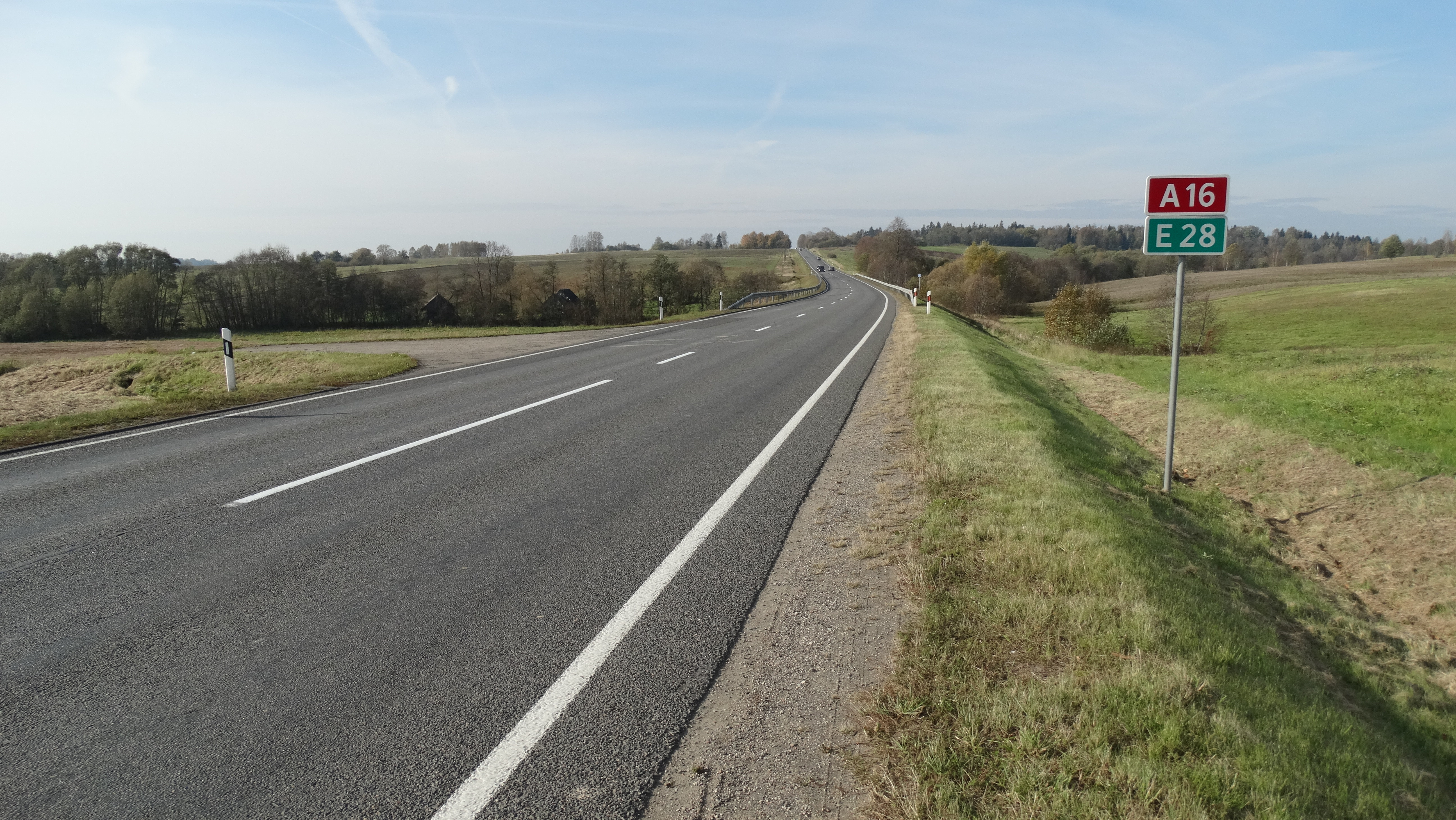
A16 presso Jieznas

Il percorso rientra nella strada europea E28.
Si sta ipotizzando di rendere a doppia corsia il manto stradale tra l’incrocio con la A1 presso Vilnius e Trakai. Si prevede anche di migliorare il collegamento con la A4 e Trakai.
Una breve sezione tra Birštonas e Prienai è a doppia corsia e presenta alcune rotatorie presso la prima città citata.